# Кудашев, Николай Всеволодович
Князь Николай Всеволодович Кудашев (29 апреля 1903, Кременчуг — 2 сентября 1978, Нью-Йорк) — русский поэт-монархист, участник Белого движения, эмигрант.

## Биография
Происходил из полностью обрусевшей младшей ветви татарского княжеского рода Кудашевых. Именно младшая ветвь рода наиболее прочно утвердилась в числе важнейших семейств русской аристократии. Потомок генерал-майора князя Николая Даниловича Кудашева, который одним из первых вошел в 1812 году во главе отряда в оставленную французами Москву.
Родился в Малороссии, в городе Кременчуге Полтавской губернии, стоящем на берегу Днепра. В 1919 году из шестого класса реального училища поступил добровольцем в Белые войска. Служил в составе одной из батарей Кубанского казачьего корпуса генерала Шкуро, был контужен. Затем сражался на бронепоезде «Дозорный», после этого — в Керчь-Еникальском полку, гибель которого во время операции в Северной Таврии описал в одном из самых известных своих стихотворений. Князь Кудашев был ранен в ходе этих боев, и направлен в тыл, в Крымский кадетский корпус. В 1920 году эвакуирован из Крыма в составе Русской армии Врангеля, в эмиграции проживал в Югославии. В Югославии окончил Первый русский кадетский корпус и Николаевское кавалерийское училище.
В 1941 году, одним из первых, добровольцем поступил в Русский корпус. В мае 1942 года корнет Кудашев был назначен командиром отделения 4 полка Русского Корпуса, служил инструктором верховой и упряжной езды, взводным фельдфебелем. В конце войны находился в составе РОА. В 1945 году — в Баварии, избежал выдачи в СССР, в 1949 году выехал в Америку, где проживал до конца жизни. По приезде в Америку, невзирая на тяжелые условия жизни, князь Кудашев в течение нескольких лет существенно помогал многим русским эмигрантам выехать из Германии и обосноваться в Америке. В течение многих лет работал простым рабочим на нью-йоркском пищеперерабатывающем комбинате, был председателем Русского Кадетского объединения в Нью-Йорке. Похоронен на православном кладбище в Ново-Дивеево.

## Творчество
В 1978 году в Сан-Франциско был издан сборник «Тени», суммирующий многолетнее творчество поэта. Ряд стихотворений из этого сборника был положен на музыку, так например, песня «Ледяной поход» исполняется хором «Валаам».
В своём творчестве, как и в жизни, князь Николай Кудашев отличался непреклонным неприятием советской власти. Стихи пронизаны патетикой контрреволюционной борьбы, горестными воспоминаниями о погибших.

В сорок пятом году у Лиенца,
Где предателем сделался друг,
Опустила Покров-Полотенце
Богоматерь на скошенный луг.